# Падма
Па́дма (англ. Padma, бенг. পদ্মা) — нижнее течение реки Ганг. Длина реки — 120 км.
Вблизи Сахебганджа в Индии влево от Ганга отходит огромный рукав Бхагиратхи, а главное русло получает с этого места название Падма и входит на территорию Бангладеш. Впадая в реку Джамуну (основной рукав Брахмапутры) около Аричи, она продолжает своё течение, сохраняя своё название, но после впадения в Мегхну около Чандпура, Падма принимает её имя и впадает в Бенгальский залив.
На северном берегу реки Падма расположен один из крупнейших городов Бангладеш — Раджшахи. Персонификация реки, богиня Падма, упоминается в таких священных текстах индуизма, как Веды, Пураны, «Махабхарата» и «Рамаяна».
После сооружения в индийском штате Западная Бенгалия дамбы Фаракка уровень воды в реке упал, что нанесло значительный ущерб окружающей среде, в особенности фауне реки.